# Alfons de Orozco
Alfons de Orozco, właśc. Alonso de Orozco (ur. 17 października 1500 w Oropesa, zm. 19 września 1591 w Madrycie) – hiszpański ksiądz i  augustianin (OSA), święty Kościoła katolickiego.
Urodził się w szlacheckiej rodzinie. Studiował na Uniwersytecie w Salamance. W 1520 roku Tomasz z Villanueva zachęcił go do wstąpienia zakonu św. Augustyna, tam złożył śluby zakonne w 1523 roku, a cztery lata później w 1527 roku otrzymał święcenia kapłańskie. W 1549 roku wyruszył jako misjonarz do Meksyku, jednak ciężko zachorował i musiał wrócić do kraju. W 1554 roku król Karol V Habsburg mianował go królewskim kaznodzieją i przeniósł się do Madrytu.
Założył klasztory życia kontemplacyjnego z regułą św. Augustyna: jeden męski w Talavera de la Reina oraz trzy żeńskie: jeden w Talavera de la Reina i dwa w Madrycie. Krótko przed śmiercią założył Kolegium Wcielenia Pańskiego (obecnie budynek zajmuje hiszpański Senat).
Zmarł 19 września 1591 roku – mając 90 lat – w opinii świętości. Jego ciało spoczywa w kościele augustianek w Madrycie.
Został beatyfikowany przez papieża Leona XIII w dniu 15 stycznia 1882 roku, a kanonizowany przez Jana Pawła II w dniu 19 maja 2002 roku.
W ikonografii przedstawiany jest w habicie zakonnym. Jego atrybutem jest krzyż symbolizujący głębokie życie duchowe świętego, rozpamiętywania Męki Chrystusa i modlitwy.